# John de Vescy
John de Vescy (* 18. Juli 1244; † 10. Februar 1289 in Montpellier) war ein englischer Adliger, Militär und Diplomat.

## Leben

### Herkunft und Jugend
John war der älteste Sohn von William de Vesci und von dessen zweiter Frau Agnes, einer Tochter von William de Ferrers, 5. Earl of Derby. Sein Vater starb bereits 1253, als er König Heinrich III. bei dessen Expedition in die Gascogne begleitete. John wurde damit zum Erben von Alnwick Castle in Northumberland sowie von Malton und weiteren Gütern in Yorkshire. Der König vergab die Vormundschaft und das Recht, John zu verheiraten, an Peter von Savoyen, einen Onkel von Königin Eleonore. John wurde zusammen mit Lord Edmund, einem jüngeren Sohn des Königs, und mit Henry de Lacy, dem späteren Earl of Lincoln, im Haushalt der Königin erzogen. Die Königin und Peter von Savoyen verheiraten ihn schließlich mit ihrer aus Norditalien stammenden Verwandten Agnes, nach anderen Angaben mit einer Angehörigen aus der Familie La Chambre oder des Vicomte von Aosta.

### Rebell gegen den König
Ab Mai 1263 gehörte Vescy jedoch zu den jungen Adligen, die unter Führung von Simon de Montfort gegen den König rebellierten. Warum sich Vescy den Rebellen angeschlossen hatte, ist unklar. Der König hatte sich ihm gegenüber freundlich verhalten und sowohl ihn wie auch seine Mutter mehrfach beschenkt. Seine italienische Frau war ihm treu ergeben. Vielleicht wurde Vescy durch seine Freundschaft mit Henry Hastings und Geoffrey de Lucy, die zuvor ebenfalls königliche Mündel und nun Rebellen waren, auf die Seite der Rebellen gezogen.
Während des folgenden Zweiten Kriegs der Barone kämpfte er gegen die Anhänger des Königs in Nordengland, dabei führte er von Oktober 1263 bis Mitte 1264 einen Kleinkrieg gegen den Sheriff von Yorkshire. Im Januar 1264 gehörte er zu den Baronen, die in Frankreich dem Schiedsspruch des französischen Königs, dem Mise of Amiens, im Konflikt zwischen den Baronen und dem König beiwohnten. Ob er an der Schlacht von Lewes teilnahm, die den Baronen die vorläufige Herrschaft über England brachte, ist unsicher. Während der Regierung der Barone unter Simon de Montfort erhielt er kein Amt, wurde jedoch am 20. Januar 1265 in das Model Parliament berufen, an dem er vermutlich teilnahm. Am 24. Februar 1265 nahm er an einem Turnier in Dunstable teil, und erst danach schien er bei Hofe gewesen zu sein, wo er im April und Mai Bewilligungen erhielt. In der Schlacht von Evesham geriet er im August 1265 verwundet in die Gefangenschaft der siegreichen Anhänger des Königs. Seine Besitzungen wurden beschlagnahmt, doch er konnte sich nach seiner Freilassung nach Alnwick Castle zurückziehen.
Nach einer Legende soll er nach der Schlacht von Evesham einen Fuß der verstümmelten Leiche Montforts mit nach Alnwick Castle gebracht haben. Der Fuß soll in Alnwick Priory in einem silbernen Schuh bis zur Auflösung des Klosters in der Reformation aufbewahrt worden sein. 1266 rebellierte Vescy zusammen mit mehreren enteigneten Rebellen, den sogenannten Enterbten, erneut gegen den König. Der Thronfolger Eduard zog daraufhin mit Truppen gegen ihn und eroberte mit Unterstützung von weiteren Truppen aus Bamburgh Alnwick Castle im Sturm. Vescy musste sich ergeben und konnte nach den Bestimmungen des Dictum of Kenilworth seine Ländereien gegen eine hohe Strafzahlung von 3700 Mark zurück erwerben. Den Großteil dieser Summe konnte er bis Ostern 1270 zahlen.

### Versöhnung mit dem Thronfolger Eduard
Trotz der hohen Strafe hatte sich Eduard gegenüber Vescy milde gezeigt. In der Folge versöhnte sich Vescy rasch mit dem Thronfolger und erreichte auch für mindestens drei seiner Vasallen Begnadigungen. 1270 schloss er sich als einer der wenigen ehemaligen Rebellen dem Kreuzzug Eduards nach Palästina an. Um die Kosten hierfür aufzubringen, musste er mehrere Güter verpfänden. Angeblich brachte er in Palästina nach dem Giftanschlag auf Eduard dessen Frau Eleonore aus dem Raum, bevor der Thronfolger operiert wurde, doch diese Legende ist nicht belegt. Während des Kreuzzugs gewann er jedoch weiter die Gunst des Thronfolgers, zu dessen Gefolge er während der Rückreise gehörte. Er begleitete ihn auch 1273 in die Gascogne, wohin der Thronfolger zunächst reiste.

### Militär und Diplomat im Dienst des Königs
Vescy gehörte nach ihrer Rückkehr nach England 1274 weiterhin dem Haushalt von Eduard an, der 1272 als Nachfolger seines Vaters englischer König geworden war. 1274 ernannte ihn der König zum Kommandanten von Scarborough Castle, dieses Amt behielt er bis 1276. 1275 war Vescy einer der Führer der Expedition, mit der schottische König Alexander III. eine Rebellion auf der Isle of Man niederschlug. Anfang 1276 brach er zu einer Wallfahrt nach Santiago de Compostela auf, kehrte jedoch Ende des Jahres nach England zurück, um am Parlament teilzunehmen. Als enger Vertrauter des Königs nahm er 1277 am Feldzug gegen Wales teil und führte im August zusammen mit Otton de Grandson die Seeexpedition, die Anglesey eroberte und damit den Feldzug gegen Gwynedd mit entschied. 1278 gehörte er zu den Botschaftern, die die Hochzeit von Margarete, einer Tochter des Königs, mit dem Herzog Johann von Brabant aushandelten. 1279 diente er als Schiedsrichter in einem Streit zwischen dem schottischen König Alexander und dem Bischof Robert von Durham.
Im Februar 1282 schickte ihn der König zusammen mit Anthony Bek nach Aragon, wo er die einleitenden Verhandlungen über eine Hochzeit von Prinz Alfonso, einem Sohn von König Peter, und Eduards ältester Tochter Eleonore führte. Im August unterzeichnete Vescy als Bevollmächtigter in Huesca den Ehevertrag und diente zusammen mit Bek bei der Stellvertreterhochzeit als Vertreter der Braut. Anschließend rekrutierte Vescy zusammen mit Antony Bek in der Gascogne Söldner für den erneuten Feldzug nach Wales. Während des Feldzugs führte er erneut zusammen mit Otton de Grandson das Kommando in Anglesey. Zusammen mit zwei anderen Baronen wurde er im Juni 1285 in die Niederlande geschickt, um eine Heirat von Elizabeth, einer weiteren Tochter des Königs, mit Johann, einem Sohn des Grafen von Holland zu verhandeln.
Von 1286 bis 1289 begleitete er den König wieder in die Gascogne. Dort nahm er 1287 an dem Prozess gegen den Seneschall Jean de Grailly teil, der darauf seines Amtes enthoben wurde. Danach nahm er im Mai 1287 an Verhandlungen mit König Sancho von Kastilien teil, um ein Treffen des Königs mit dem englischen König zu vereinbaren. Nach dem Vertrag von Canfranc gehörte er 1288 zu den Geiseln, die der englische König stellte, bis das Lösegeld für Karl II. von Anjou gezahlt wurde. Vescy starb in Südwestfrankreich, bevor der König nach England zurückkehrte.

### Ehen und Erbe
Vescy war zweimal verheiratet. In erster Ehe heiratete er Agnes, eine Tochter von Markgraf Manfred III. von Saluzzo und Schwester von Alice of Lincoln. Sie starb kurz nach der Schlacht von Evesham und wurde zusammen mit ihrer Schwester im Dominikanerkloster von Pontefract beigesetzt. Erst vierzehn Jahre nach ihrem Tod heiratete Vescy 1279 oder 1280 Isabel, eine Tochter von Ludwig von Akkon und von Agnes de Beaumont. Beide Ehen blieben kinderlos. Sein Erbe wurde sein Bruder William. Seine Witwe Isabel stand bei König Eduard II. in hoher Gunst. Gemäß der Ordinances of 1311 musste sie den Königshof verlassen, kehrte jedoch bald zurück und starb erst kurz vor dem 1. November 1334.
Vescy förderte die Familienstiftung Alnwick Priory. Mit Erlaubnis des Papstes erwarb er im Oktober 1286 ein kleines Priorat bei Newcastle, das er in ein Klarissenkloster umwandelte. Er wurde in Alnwick Abbey beigesetzt, sein Herz wurde als Zeichen der königlichen Gunst zusammen mit den Herzen von Königin Eleonore und Prinz Alfonso in der Dominikanerkirche von London beigesetzt.